# کلارکسدیل (میسیسیپی)
کلارکسدیل (به انگلیسی: Clarksdale) شهری در ایالت میسیسیپی کشور ایالات متحده آمریکا است که جمعیت آن در سرشماری سال ۲۰۱۰ میلادی، ۱۷٬۹۶۲
نفر بوده‌است.